# Tepidari

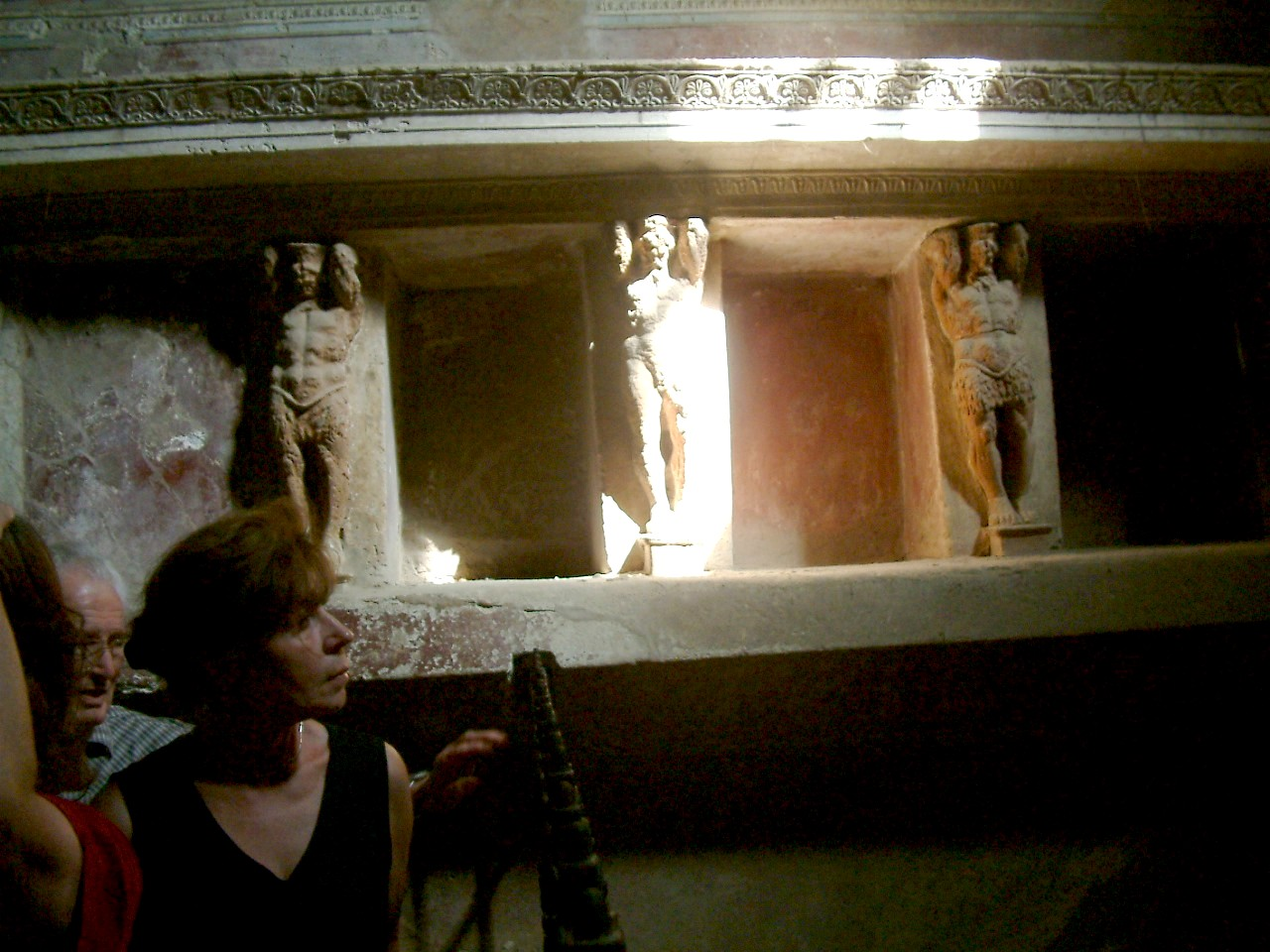
Tepidari de les termes del Fòrum de Pompeia, amb decoració d'atlants

A l'antiga Roma, el tepidari (del llatí tepidarium, de tepidus, «tebi») és la part de les termes on es poden prendre els banys tebis. En l'organització dels banys antics, el tepidari és el pas intermedi entre el frigidari i el caldari; constitueix, així, el sedàs necessari entre les zones calentes i les zones fresques de l'establiment termal.